# Chloroclystis pyrsodonta
Chloroclystis pyrsodonta är en fjärilsart som beskrevs av Turner 1922. Chloroclystis pyrsodonta ingår i släktet Chloroclystis och familjen mätare. Inga underarter finns listade i Catalogue of Life.